# Nădlac
Nădlac é uma cidade da Roménia com 8.422 habitantes, localizada no distrito de Arad.